# كلايتون كزافييه
كلايتون كزافييه (بالبرتغالية: Cleiton Xavier‏) هو لاعب كرة قدم برازيلي في مركز الوسط، ولد في 23 مارس 1983 في São José da Tapera ‏ في البرازيل. شارك مع منتخب البرازيل تحت 20 سنة لكرة القدم ومنتخب البرازيل لكرة القدم. أما مع النوادي، فقد لعب مع سبورت ريسيفي ونادي إنترناسيونال ونادي بالميراس ونادي برازيليا ونادي غاما ونادي فيغورينسي ونادي ميتاليست خاركيف.

## وصلات خارجية
- كلايتون كزافييه على موقع اتحاد أوكرانيا (الإنجليزية)
- كلايتون كزافييه على موقع قاعدة بيانات كرة القدم.إي يو (الإنجليزية)
- كلايتون كزافييه على موقع Soccerway.com (الإنجليزية)
- كلايتون كزافييه على موقع AS.com (الإسبانية)